# Coming from the Sky
Coming from the Sky è il primo album in studio del gruppo musicale power metal francese Heavenly.
Nel disco è presente Kai Hansen come ospite.

## Tracce
1. Coming from the Sky – 1:39
2. Carry Your Heart – 4:17
3. Riding Through Hell – 6:19
4. Time Machine – 7:04
5. Number One – 7:11
6. Our Only Chance – 6:59
7. Fairytale – 0:30
8. My Turn Will Come – 6:39
9. Until I Die – 6:09
10. Million Ways – 5:06
11. Defender (bonus) – 5:03
12. Promised Land (bonus) – 3:45

## Formazione
- Benjamin Sotto – voce
- Maxence Pilo – batteria
- Frédéric Leclercq – chitarra
- Pierre-Emmanuel Pelisson – basso
- Charley Corbiaux – chitarra